# Георгіївське (Адигея)
Георгіївське (рос. Георгиевское; адиг. Георгиевскэр) — село Гіагінського району Адигеї Росії. Входить до складу Сергіївського сільського поселення.
Населення — 222 особи (2015 рік).